# دیان دا روشا
دیان دا روشا (پرتغالی: Dayane da Rocha؛ زادهٔ ۱۳ مهٔ ۱۹۸۵) بازیکن فوتبال زن اهل برزیل است.
از باشگاه‌هایی که در آن بازی کرده‌است می‌توان به باشگاه فوتبال زنان المپیک لیون اشاره کرد.
وی همچنین در تیم ملی فوتبال زنان برزیل بازی کرده‌است.